# Węglin (województwo zachodniopomorskie)
Węglin (niem. Sabinenhof) – osada w Polsce położona w województwie zachodniopomorskim, w powiecie drawskim, w gminie Drawsko Pomorskie. W latach 1975–1998 miejscowość administracyjnie należała do województwa koszalińskiego. Do 31 grudnia 2018 r. wieś należała do zlikwidowanej gminy Ostrowice. W roku 2007 osada liczyła 7 mieszkańców. Miejscowość wchodzi w skład sołectwa Dołgie.

## Geografia
Osada leży ok. 3 km na zachód od Dołgiem, nad jeziorem Węglino Małe.